# Manuel Fal Conde
Manuel Fal Conde (Higuera de la Sierra, 10 de agosto de 1894-Sevilla, 20 de mayo de 1975) fue un abogado y político español, jefe delegado de la Comunión Tradicionalista entre 1935 y 1955. 

## Biografía
Nació en la localidad onubense de Higuera de la Sierra el 10 de agosto de 1894. Cursó estudios de derecho en Sevilla y Madrid. Católico ferviente, ingresó en 1930 en el Partido Integrista. Cuando éste se fusionó con la Comunión Tradicionalista, Fal Conde mostraría su capacidad organizativa y su disposición a asumir el papel de líder, colocándose al frente de la Comunión en Andalucía Occidental, dando prioridad a las juventudes y a las milicias (el Requeté). 
A comienzos de 1932 se produjo una auténtica eclosión tradicionalista en Andalucía,[cita requerida] sustentada en una intensa labor de proselitismo y de propaganda. Este auge resultó muy sorprendente para muchos, porque durante el siglo XIX el carlismo había tenido poca fuerza en Andalucía. Algunos tradicionalistas participaron en la sublevación de Sanjurjo de agosto de 1932, por lo que Fal Conde fue encarcelado durante tres meses.  
En 1933 se eligieron cuatro diputados carlistas en Andalucía, tantos como los obtenidos en Navarra, feudo tradicional del carlismo. En Vizcaya y Álava el carlismo obtuvo dos diputados más. Andalucía empezó a ser llamada "la Navarra del Sur". Durante este segundo bienio de la República, se concretó su liderazgo en el seno del carlismo. En noviembre de 1933, fue nombrado jefe regional tradicionalista de toda Andalucía. 
En 1934 el pretendiente carlista Alfonso Carlos le nombró secretario regio y secretario general de la Comunión Tradicionalista, sucediendo en el cargo al conde de Rodezno. Fal Conde centralizó la organización en su equipo. Ese mismo año organizó el Acto del Quintillo, demostración de fuerza del carlismo andaluz, frente al régimen republicano. Los periódicos tradicionalistas, especialmente El Siglo Futuro, lo compararon entonces con el caudillo carlista guipuzcoano Tomás de Zumalacárregui.
Fal Conde estuvo tras la fundación de la Impresora Bética (IBSA), un grupo editorial que pasaría a editar varios periódicos, revistas, folletos y demás publicaciones cercanas al carlismo andaluz. También estuvo al frente de una publicación semanal, El Observador, que acabaría convirtiéndose en su órgano de expresión. Fal Conde lo convirtió en una eficaz portavoz de sus planteamientos políticos, además de ejercer como instrumento de la propaganda carlista. Además, adquirió el moribundo diario jienense El Pueblo Católico y lo transformó en el moderno diario carlista El Eco de Jaén, también de su propiedad.
El 20 de diciembre de 1935 fue nombrado jefe delegado de la Comunión Tradicionalista por Alfonso Carlos de Borbón. Aunque la Comunión se presentaba a las elecciones de la Segunda República coaligada con los partidos de derechas, el propio Fal Conde rechazó ser candidato. En 1936 participó en la conspiración contra el gobierno del Frente Popular dirigida desde Portugal por el general José Sanjurjo y se reunió en Madrid con los militares que lo representaban: el general Rodríguez del Barrio, el general José Enrique Varela y finalmente el general Mola, con quien comprometió la participación del carlismo en la sublevación militar de julio de 1936, tras largas y complicadas negociaciones con él en Pamplona.
Fue confirmado en el cargo tras la muerte de Alfonso Carlos por su sucesor, Javier de Borbón-Parma, el 6 de octubre de 1936, y dirigió la Comunión Tradicionalista hasta 1955.
Iniciada la guerra civil española, Fal Conde lideró la Junta Nacional Carlista de Guerra y a finales de agosto manifestó que «el nuevo espíritu de renacimiento español, nacional e imperial» se inspiraba en el tradicionalismo español y que éste estaba «próximo a plasmar en realidad sus doctrinas». Sin embargo, los carlistas pronto perdieron el protagonismo entre los alzados y en diciembre el general Dávila transmitió verbalmente a Fal Conde que, por orden de Franco, debía abandonar España si no quería someterse a un consejo de guerra. El motivo era que se había hecho pública la creación, sin la autorización definitiva de Franco (quien ya había sido designado jefe del gobierno por la Junta de Defensa Nacional), de una Real Academia Militar de Requetés, semejante a las que ya tenían los falangistas. Fal Conde decidió exiliarse en Portugal. Debido a esta situación, el 10 de marzo de 1937 el resto de integrantes de la Junta Nacional Carlista de Guerra comunicaron personalmente a Franco que habían presentado su dimisión al príncipe regente Francisco Javier de Borbón (quien no la había aceptado) y le entregaron personalmente al Generalísimo una carta de dicho príncipe rogándole la vuelta de Fal Conde, en la que el príncipe le aseguraba la obediencia de todos los carlistas al Jefe del Movimiento Nacional por derecho de caudillaje. Poco después de estos hechos Franco realizó el Decreto de Unificación.
En agosto de 1937, por conducto de Alfonso Jaraiz (carlista y cuñado de Franco), Fal Conde recibió la orden de reunirse en Salamanca con el Generalísimo. En la entrevista, celebrada el 11 de agosto, el Jefe del Estado le propuso que formase parte del Gobierno mediante una cartera ministerial. Al imponerle determinadas condiciones, Franco retiró su propuesta y Fal Conde volvió a Lisboa. En noviembre fue designado miembro del Consejo Nacional de FET. Nuevamente, Fal Conde rehusó  y el ofrecimiento fue retirado definitivamente el 6 de marzo de 1938. El conde de Rodezno, en cambio, que seguía en importancia a Fal Conde entre los carlistas, fue nombrado Ministro de Justicia.
En carta al general Franco, Fal Conde justificó su disconformidad con la creación de Falange Española Tradicionalista y de las JONS en que esta entidad no dejaba de ser un partido, y, durante la conspiración contra el régimen republicano, él se había comprometido con los militares a disolver todos los partidos, incluido el carlismo. Fal Conde entendía que el partido único seguía siendo un instrumento de división del pueblo español (entre quienes pertenecen a él y quienes no) y que en el Estado nacional el poder no precisaba de intermediarios ante la sociedad organizada, como habían insistido pensadores tradicionalistas como Juan Vázquez de Mella y Víctor Pradera.
Tras volver a España prohibió el alistamiento de carlistas en la División Azul, lo que provocó que las autoridades le confinasen en Ferrerías (Menorca) durante unos meses. El 11 de agosto de 1955 renunció como jefe del carlismo español, abandonando la política activa.
En un acto legitimista celebrado en la localidad portuguesa de Fátima el 8 de diciembre de 1967, Javier de Borbón-Parma otorgó el título de "duque del Quintillo" a Manuel Fal Conde. Fue el único título nobiliario que concedió este príncipe como jefe de la dinastía carlista. También recibió el nombramiento como caballero de la Orden de la Legitimidad Proscrita.
Retirado de la vida pública, Manuel Fal Conde falleció en Sevilla el 20 de mayo de 1975, tan solo unos meses antes del fallecimiento de Francisco Franco.